# غايتانو كاستروفيلي
غايتانو كاستروفيلي (مواليد 17 فبراير 1997) هو لاعب كرة قدم إيطالي يلعب في مركز الوسط في نادي فيورنتينا.

## روابط خارجية
- غايتانو كاستروفيلي على موقع الاتحاد الأوربي (الإنجليزية)
- غايتانو كاستروفيلي على موقع إي إس بي إن إف سي (الإنجليزية)
- غايتانو كاستروفيلي على موقع قاعدة بيانات كرة القدم.إي يو (الإنجليزية)
- غايتانو كاستروفيلي على موقع ليكيب (الفرنسية)
- غايتانو كاستروفيلي على موقع ناشيونال فوتبول تيمز (الإنجليزية)
- غايتانو كاستروفيلي على موقع Soccerbase.com (لاعب) (الإنجليزية)
- غايتانو كاستروفيلي على موقع Soccerway.com (الإنجليزية)
- غايتانو كاستروفيلي على موقع عالم كرة القدم.نت (الإنجليزية)
- غايتانو كاستروفيلي على موقع AS.com (الإسبانية)